# شصت و ششمین مراسم جوایز گرمی
شصت و ششمین مراسم جوایز گرمی به‌منظور تقدیر از بهترین آثار و هنرمندان از ۱ اکتبر ۲۰۲۲ تا ۱۵ سپتامبر ۲۰۲۳ به انتخاب آکادمی ضبط در ۴ فوریهٔ ۲۰۲۴ برگزار شد. این بیست و یکمین سالی است که مراسم در سالن سرپوشیدهٔ کریپتودات‌کام در لس آنجلس برگزار می‌شود. این مراسم از طریق شبکهٔ تلویزیونی سی‌بی‌اس پوشش داده شد و پخش اینترنتی آن در پارامونت پلاس در دسترس قرار گرفت. ترور نوآ برای بار چهارم مجری این مراسم بود.
نامزدها در ۱۰ نوامبر ۲۰۲۳ اعلام شدند. سیزا با نامزدی در ۹ رشته، در رتبهٔ نخست قرار داشت و پس از آن ویکتوریا مونه، فیبی بریدجرز (تک‌خوان و به‌عنوان عضو بوی‌جینیس)، و سربان غنیا هر یک با هفت نامزدی. دختر دوسالهٔ مونه، هیزل، جوان‌ترین نامزد گرمی در تاریخ شد. او برای صدای خنده‌اش در ترانهٔ «هالیوود» مادرش نامزد بهترین اجرای آراندبی سنتی شده بود.
بریدجرز دارندهٔ بیشترین جایزهٔ در مراسم بود و توانست چهار جایزه از آن خود کند، در حالی که تیلور سوئیفت نخستین هنرمند تک‌خوان تاریخ شد که چهار بار جایزهٔ آلبوم سال را دریافت کرده‌است.